# Алда, Роберт
Роберт Алда (англ. Robert Alda), имя при рождении Альфонсо Джузеппе Джованни Роберто Д’Абруццо (англ. 'Alfonso Giuseppe Giovanni Roberto D'Abruzzo; 26 февраля 1914 — 3 мая 1986) — американский актёр театра, кино и телевидения, а также эстрадный певец и танцор, карьера которого охватила период 1930—1980-х годов.
Роберт Алда сыграл в таких голливудских фильмах, как «Рапсодия в голубых тонах» (1945), «Человек, которого я люблю» (1946), «Плащ и кинжал» (1946), «Зверь с пятью пальцами» (1946), «Нора Прентисс» (1947), «Самая красивая женщина в мире» (1955), «Имитация жизни» (1959) и «Рука дьявола» (1961). В начале 1960-х годов Алда переехал в Италию, где на протяжении двух десятилетий сыграл в нескольких европейских фильмах, периодически возвращаясь в США, чтобы сыграть в таких фильмах, как «Девушка, которая знала слишком много» (1969).
На телевидении Алда играл постоянные роли в сериалах «Секретное досье, США» (1955), «Любовь к жизни» (1966—1967), «Суперпоезд» (1979) и «Дни нашей жизни» (1981—1982).
В 1951 году Алда завоевал премию «Тони» за свою игру в бродвейском мюзикле «Парни и куколки» (1950—1953).
Его сыновья Алан Алда и Энтони Алда также стали актёрами. Алан Алда более всего прославился исполнением одной из главных ролей в хитовом телесериале «Чёртова служба в госпитале МЭШ» (1972—1983).

## Ранние годы и начало карьеры
Роберт Алда, имя при рождении Альфонсо Джузеппе Джованни Роберто Д’Абруццо, родился 26 февраля 1914 года в Нью-Йорке в семье парикмахера итальянского происхождения. После окончания престижной школы Stuyvesant High School в Нью-Йорке он учился на архитектора в Нью-Йоркском университете.
У него был запоминающийся баритон, и во время учёбы в колледже он зарабатывал себе на жизнь пением на радио, в ночных клубах и в различных полупрофессиональных шоу. После завершения учёбы он недолго проработал в архитектуре, прежде чем полностью посвятить себя шоу-бизнесу. Позднее актёр вспоминал: «Мне платили 24,50 долларов в неделю за работу чертёжника архитектурных планов того, что затем стало „Радио-Сити“. В то время в театре Академия музыки проходил певческий конкурс. Я принял в нём участие — и не знаю почему, возможно, потому, что я итальянец — я победил! Приз составлял 25 долларов, что на 50 центов больше, чем я зарабатывал за неделю, и я решил, что это дело для меня!».
Своё профессиональное имя «Алда» он составил из двух первых букв имени и фамилии — АЛьфонсо Д’Абруццо (АЛ+ДА). Алда начал выступать на эстраде как певец и танцор а также в бурлеск-шоу, в котором часто изображал пьяниц, отбросов общества и молодых преступников.Как певец Алда выступал на курортах Борщового пояса в горах Кэтскилл, Нью-Йорк, а также в летних театрах. Кроме того, в конце 1930-х годов он был поющим членом комического дуэта в духе Лорела и Харди. Также Алда регулярно играл в драматических постановках в различных театрах, а к 1934 году сделал себе имя ещё как актёр на радио.

## Карьера в кинематографе

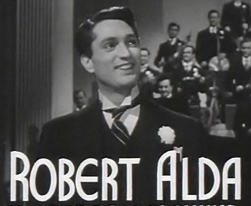
Роберт Алда в роли Джорджа Гершвина в трейлере фильма «Рапсодия в голубых тонах» (1945)

В 1943 году студия Warner Bros. готовила дорогой музыкальный биографический фильм о знаменитом композиторе Джордже Гершвине «Рапсодия в голубых тонах» (1945). Режиссёр фильма Ирвинг Рэппер хотел взять на главную роль Тайрона Пауэра, однако тот в этот момент служил в армии. Пришлось искать нового актёра, и по предложению Джона Гарфилда, который увидел Алду в театре, студия довольно неожиданно и вопреки возражениям Рэппера взяла на роль Алду. Как отмечает историк кино Хэл Эриксон, «несмотря на банальности в сценарии, Алда справился с со своей ролью настолько хорошо, насколько это было возможно». По словам Теда Текри из «Лос-Анджелес Таймс», «фильм — и Алда — добились успеха у критики и в кассовом плане. Но были и проблемы». Как вспоминал Алда, «мы делали картину в 1943 году, но её выпустили на экраны лишь в 1945-м, и в этот промежуток времени Warners хотели „держать меня в секрете“, и потому мне сказали, чтобы я ничего не делал. Я чуть не сошел с ума».
По мнению Текри, трёхлетнее «бездействие существенно навредило карьере Алды». Лишь в 1946 году вышло четыре фильма с участием актёра. Нуарная мелодрама «Человек, которого я люблю» (1946) с Айдой Лупино в главной роли снималась в 1945 году, однако её премьера состоялась в самом конце 1946 года, а в широкий прокат она вышла только в 1947 году. В этой картине Алда сыграл успешного, но аморального владельца ночного клуба, который заводит романы с привлекательными женщинами, которые его окружают, однако получает отпор со стороны главной героини. По мнению критика «Нью-Йорк Таймс» Босли Краузера, в этой картине «Алда элегантен и настойчив в роли владельца ночного клуба, который гоняется за юбками», однако по мнению современного критика Крейга Батлера, актёр в своей роли «немного слабоват».
В 1946 году вышел также шпионский триллер Фрица Ланга «Плащ и кинжал» (1946), в котором Гэри Купер сыграл американского профессора физики, которого во время Второй мировой войны американские спецслужбы нелегально направляют в Европу для установления связей и вербовки коллег-ядерщиков. Алда сыграл в этом фильме члена итальянского подполья, который помогает американскому учёному проникнуть в страну и развернуть свою деятельность.
Одной из памятных картин Алды в 1946 году стал «стильный психологический хоррор» «Зверь с пятью пальцами» (1946), который со временем стал «культовым». В этой картине Алда сыграл главную романтическую роль бывшего музыканта и друга знаменитого пианиста, живущего в собственном особняке в Италии. Когда пианист погибает, начинается смертельная борьба за его наследство. Однако герой Алды вместе с медсестрой пианиста (Андреа Кинг), с которой у него начался роман, проводит собственное расследование, выясняя причины происходящего. Как написал историк кино Дэниел Баббео, «критики не сулили фильму большого успеха, однако благодаря блестящей игре Петера Лорре в роли безумного астронома, влюблённого в медсестру, фильм приобрёл „характер Гран-Гиньоля, поднявшись от малого хоррора до первоклассного кэмпа“»[ .
Алда также сыграл главную мужскую роль руководителя оркестра в музыкально-романтической комедии «Золушка Джонс» (1946), где его партнёршей была Джоан Лесли. На следующий год вышла всего однако картина с участием Алды, фильм нуар «Нора Прентисс» (1947), где он сыграл значимую роль второго плана, представ в образе владельца престижного ночного клуба, влюбленного в заглавную героиню (Энн Шеридан). Он всячески помогает ей в карьере и в личной жизни даже несмотря на то, что её избранником стал другой. В 1948 году вышел мюзикл из жизни эстрадных актёров «Апрельские дожди» (1948) с участием Энн Сотерн и Джека Карсона, где Алда сыграл вторую главную мужскую роль, а в 1949 году его единственной картиной была криминальная мелодрама «Убийство» (1949), где у него была роль внешне обаятельного парня, который становится членом банды, которая с помощью незаконных технических средств обеспечивает выигрыши на тотализаторе.
В 1950 году Алда уехал из Голливуда на Бродвей, где в течение трёх лет с успехом выступал в популярном мюзикле «Парни и куколки». Однако это привело к тому, что звёздная кинокарьера Алды довольно быстро пошла на спад, хотя он периодически и продолжал играть характерные роли. Он также добился большего успеха во вторых главных ролях и ролях отрицательных персонажей. После нескольких проходных фильмов, таких как приключенческий экшн «Тарзан и рабыня» (1950) и комедия «Две девушки и парень» (1951), Алда прервал съёмки в кино до 1955 года. В 1955 году Алда в течение сезона снимался в Амстердаме в телесериале «Секретное досье, США», после чего переехал в Италию, где играл в театре главную роль в мюзикле, а также добился определённого успеха с романтической комедией «Самая красивая женщина в мире» (1955) с Джиной Лолобриджидой в главной роли. В 1959 году Алда вернулся в США, где сыграл роль блудливого агента актрисы (Лана Тёрнер) в мелодраме Дугласа Сирка «Имитация жизни» (1959).
В начале 1960-х годов Алда снялся в нескольких итальянских фильмах на античную, библейскую и шпионскую тематику. В частности, он сыграл в таких фильмах, как историческая приключенческая мелодрама «Дочь Клеопатры» (1960) с Деброй Пейджит в заглавной роли, где предстал в образе архитектора фараона, историческом экшне «Месть варваров» (1960) и в военных комедиях «Полтора военных» (1960) и «Тото и Пеппино разделены в Берлине» (1962). В 1970-е годы он сыграл во французском шпионском триллере Анри Вернея «Змей» (1973) с участием таких звёзд, как Юл Бриннер и Генри Фонда, а также исполнил роль Папы Климента XIII в итальянской исторической драме «Калиостро» (1975). Хотя некторые из этих фильмов добились успеха в Европе, однако немногие из них произвели впечатление в США.
Американские фильмы Алды в 1960—1970-е годы были невысокого качества. Среди них наиболее заметными стали низкобюджетные фильмы ужасов «Рука дьявола» (1961) и «Дом дьявола» (1975), криминальный триллер «Девушка, которая слишком много знала» (1969), романтическая комедия «Прямо сейчас» (1976) с Эллиотом Гулдом и Дайан Китон, а также мелодрама с участием Ланы Тёрнер «Горькая и сладкая любовь»(1976).

## Бродвейская карьера
В 1950 году Алда дебютировал на бродвейской сцене в мюзикле «Парни и куколки» (1950—1953). Он сыграл одну из главных ролей Ская Мастерсона, азартного игрока и обольстительного парня, который заключает пари, что влюбит себя неприступную девушку из Миссии по спасению душ, однако в итоге сам влюбляется в неё, и у них начинается роман. Спектакль имел огромный успех, продержавшись на сцене в течение трёх сезонов и выдержав 1200 представлений. За роль в этом спектакле в 1951 году Алда был удостоен театральной премии «Тони»..
Алда также сыграл на Бродвее в спектаклях «Портовые огни» (1956), «Что заставляет Сэмми бежать?» (1964—1965), «Моя дочь, твой сын» (1969) и «Первая полоса» (1969—1970).

## Карьера на телевидении
В период с 1949 и до 1983 года Алда постоянно работал на телевидении, сыграв за это время в 94 различных сериалах и шоу.
В начале 1950-х годов Алда провёл два с половиной года в Нидерландах, где в телевизионном триллере «Секретное досье, США» (1954, 14 эпизодов) играл главную роль майора американской секретной службы Уильяма Моргана, который борется за американские интересы за рубежом..
Позднее Алда играл постоянные роли в мыльных операх «Любовь к жизни» (1966—1967) и «Дни нашей жизни» (1981—1982, 77 эпизодов). У него была также одна из главных ролей доктора в недолговечном комедийном криминально-приключенческом сериале «Суперпоезд» (1979, 9 эпизодов).

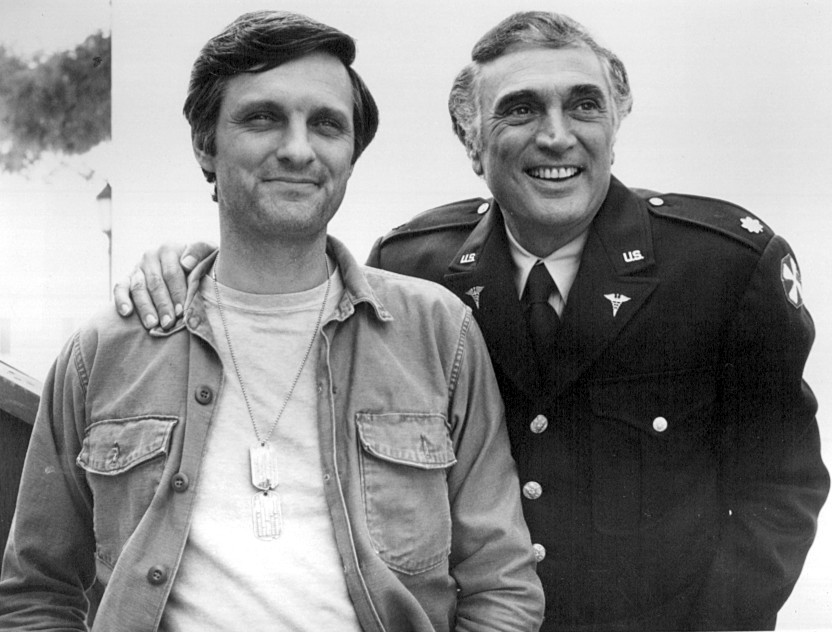
Алан Алда и Роберт Алда на съёмках телесериала «Чёртова служба в госпитале МЭШ» (1975)

Дважды — в 1975 и 1980 годах — Алда появился в роли доктора Энтони Борелли в комедийном военном сериале «Чёртова служба в госпитале МЭШ», одну из главных ролей в котором играл его сын Алан Алда.
Помимо этого, Алда сыграл роли в отдельных эпизодах множества сериалов, среди которых «Альфред Хичкок представляет» (1959), «Миллионер» (1959), «Обнажённый город» (1959), «Айронсайд» (1967—1969), «Миссия невыполнима» (1970), «Коджак» (1975), «Полицейская история» (1975—1978), «Медэксперт Куинси» (1977—1983), «Чудо-женщина» (1978), «Досье детектива Рокфорда» (1978) и «Дюки из Хазарда» (1980).
Свою последнюю роль на телевидении Алда сыграл в комедийном сериале «У Аманды» (1983), где вместе с ним снялась его партнёрша по бродвейскому мюзиклу «Парни и куколки» Вивиан Блейн.

## Актёрское амплуа и оценка творчества
В биографии актёра на сайте Turner Classic Movies Алда описывается как «тёмный, красивый исполнитель главных ролей», который с годами «красиво поседел и стал играть характерные роли в кино, театре и на телевидении». По замечанию Хэла Эриксона, на протяжении своей кино Алда «добился большего успеха во вторых главных ролях и ролях отрицательных персонажей».
Как написали С. Джеральд Фрейзер в «Нью-Йорк Таймс» и Тед Текри в «Лос-Анджелес Таймс», более всего Алда запомнился исполнением роли Джорджа Гершвина в фильме «Рапсодия в голубых тонах» (1945), ролью Ская Мастерсона в бродвейском мюзикле «Парни и куколки» (1950—1953), а также как отец Алана Алды, звезды телесериала «Чертова служба в госпитале МЭШ» (1972—1983).

## Личная жизнь
Роберт Алда был женат дважды. С 1932 года вплоть до развода в 1957 году он был женат на Джозефин (Джоан) Браун (англ. Josephine (Joan) Browne), которая была победительницей конкурса красоты «Мисс Нью-Йорк». В 1936 году она родила ему сына Алана Алду, однако вскоре после этого стала страдать от психического заболевания.
С 1957 года до своей смерти в 1986 году Роберт Алда был женат на актрисе итальянского происхождения Флоре Марино (англ. Flora Marino), которая в 1956 году родила ему сына Энтони Алду, который также стал актёром. Вместе с Марино он написал кулинарную книгу «100 способов приготовить пасту».

## Смерть
Роберт Алда умер 3 мая 1986 года в своём доме в Лос-Анджелесе, Калифорния, после продолжительной болезни в возрасте 72 лет. Он так полностью и не восстановился от последствий инсульта, который перенёс двумя годами ранее.
На момент смерти у Алды оставались вторая жена Флора, двое сыновей — Алан и Энтони, брат и сестра, а также четверо внуков.
После смерти Алды его многолетний друг и агент Лью Шеррелл (англ. Lew Sherrell) сказал, что «до того момента, как он заболел, он всё время работал… Его любили в шоу-бизнесе и он был очень хорошим отцом. Его связывала крепкая любовь с сыновьями Энтони и Аланом». Актриса Вивиан Блейн, которая играла вместе с ним в мюзикле «Парни и куколки», сказала, что смерть Алды пришла как «мрак, гибель и катастрофа. Он был хорошим другом, мы работали вместе после „Парней и куколок“ и были хорошими друзьями — я любила его, как и большинство людей. Это большая потеря и печальный день».

## Фильмография
| Год         |    | Русское название                              | Оригинальное название                         | Роль                                |
| ----------- | -- | --------------------------------------------- | --------------------------------------------- | ----------------------------------- |
| 1945        | ф  | Рапсодия в голубых тонах                      | Rhapsody in Blue                              | Джордж Гершвин                      |
| 1946        | ф  | Зверь с пятью пальцами                        | The Beast with Five Fingers                   | Конрад Райлер                       |
| 1946        | ф  | Золушка Джонс                                 | Cinderella Jones                              | Томми Коулс                         |
| 1946        | ф  | Плащ и кинжал                                 | Cloak and Dagger                              | Пинки                               |
| 1946        | ф  | Человек, которого я люблю                     | The Man I Love                                | Никки Тореска                       |
| 1947        | ф  | Нора Прентисс                                 | Nora Prentiss                                 | Фил Динардо, владелец кафе          |
| 1947        | ф  | Апрельские дожди                              | April Showers                                 | Билли Шэй                           |
| 1949        | ф  | Убийство                                      | Homicide                                      | Энди                                |
| 1949        | с  | Время вашего сеанса                           | Your Show Time                                | (1 эпизод)                          |
| 1950        | ф  | Тарзан и рабыня                               | Tarzan and the Slave Girl                     | Нил                                 |
| 1950        | ф  | Голливудское варьете                          | Hollywood Varieties                           | конферансье                         |
| 1951        | ф  | Мистер Вселенная                              | Mister Universe                               | Фингерс Марони                      |
| 1951        | ф  | Две девчонки и парень                         | Two Gals and a Guy                            | Дики Оливер                         |
| 1951        | с  | Театр твоей истории                           | Your Story Theatre                            | (1 эпизод)                          |
| 1951        | с  | Романтический театр Фейт Болдуин              | The Robert Alda Show                          | (1 эпизод)                          |
| 1952        | с  | Сказки завтрашнего дня                        | Tales of Tomorrow                             | Джефф (1 эпизод)                    |
| 1952        | с  | Театр «Галф»                                  | The Gulf Playhouse                            | (1 эпизод)                          |
| 1952—1953   | с  | Видеотеатр «Люкс»                             | Lux Video Theatre                             | разные роли (2 эпизода)             |
| 1953 —1957  | с  | Роберт Монтгомери представляет                | Robert Montgomery Presents                    | разные роли (2 эпизода)             |
| 1955        | ф  | Самая красивая женщина мира                   | La donna più bella del mondo (Lina Cavalieri) | маэстро Дориа                       |
| 1955        | ф  | Задание за рубежом                            | Assignment Abroad                             | майор Билл Морган                   |
| 1955        | с  | Тайное досье, США                             | Secret File, U.S.A.                           | майор Уильям Морган (14 эпизодов)   |
| 1955        | с  | Шоу Роберта Алды                              | The Robert Alda Show                          |                                     |
| 1955        | с  | Задание за границей                           | Assignment Abroad                             | майор Билл Морган (1 эпизод)        |
| 1956        | с  | Могу сделать                                  | Can Do                                        | Эмси (1 эпизод)                     |
| 1957        | с  | Дневной спектакль                             | Matinee Theatre                               | (1 эпизод)                          |
| 1958        | с  | Театр звезд «Шлитц»                           | Schlitz Playhouse of Stars                    | Анджело Арниенто (1 эпизод)         |
| 1958        | с  | Театр 90                                      | Playhouse 90                                  | Моррис Коген (1 эпизод)             |
| 1958        | с  | Преследование                                 | Pursuit                                       | (1 эпизод)                          |
| 1959        | ф  | Имитация жизни                                | Imitation of Life                             | Аллен Лумис                         |
| 1959        | с  | Альфред Хичкок представляет                   | Alfred Hitchcock Presents                     | Бен Нельсон (1 эпизод)              |
| 1959        | с  | Миллионер                                     | The Millionaire                               | Гилберт Паттерсон (1 эпизод)        |
| 1959        | с  | Обнажённый город                              | Naked City                                    | Джесс Бёртон (1 эпизод)             |
| 1959        | с  | Истории викингов                              | Tales of the Vikings                          | разные роли (2 эпизода)             |
| 1960        | ф  | Гробница Фараона                              | Il sepolcro dei re                            | Инуни, архитектор фараона           |
| 1960        | ф  | Месть варваров                                | La vendetta dei barbari                       | Атаульф                             |
| 1960        | ф  | Солдат с половиной                            | Un militare e mezzo                           | Рой Харрисон                        |
| 1961        | ф  | Рука дьявола                                  | The Devil's Hand                              | Рик Тёрнер                          |
| 1961        | ф  | Сила импульса                                 | Force of Impulse                              | Уоррен Риз                          |
| 1961        | тф | Хозяйка лунного луча                          | La padrona di raggio di luna                  |                                     |
| 1962        | ф  | Морские мушкетеры                             | I moschettieri del mare                       | вице-губернатор Гомес               |
| 1962        | ф  | Тото и Пеппино разделены в Берлине            | Totò e Peppino divisi a Berlino               | Ло Бианко                           |
| 1963        | с  | Шоу недели от «Дюпон»                         | The DuPont Show of the Week                   | Бен Колдер (1 эпизод)               |
| 1964        | с  | Шоу Люси                                      | The Lucy Show                                 | Джон Брукс III (1 эпизод)           |
| 1966— 1967  | с  | Любовь к жизни                                | Love of Life                                  | Джейсон Феррис                      |
| 1967        | ф  | Вся женщина                                   | All Woman                                     | Уолли                               |
| 1967 —1969  | с  | Айронсайд                                     | Ironside                                      | разные роли (3 эпизода)             |
| 1967        | с  | Защитник Джадд                                | Judd for the Defense                          | Уолтер Уиттакер (1 эпизод)          |
| 1968        | с  | Эта девушка                                   | That Girl                                     | Бадди Ховард (1 эпизод)             |
| 1968        | с  | Полиция Нью-Йорка                             | N.Y.P.D.                                      | Алекс Торнби (1 эпизод)             |
| 1969        | ф  | Девушка, которая слишком много знала          | The Girl Who Knew Too Much                    | Кеннет Алландайс                    |
| 1970        | с  | Миссия невыполнима                            | Mission: Impossible                           | Диего Максимиллиан (1 эпизод)       |
| 1970— 1971  | с  | Вот — Люси                                    | Here's Lucy                                   | разные роли (3 эпизода)             |
| 1970        | с  | Джулия                                        | Julia                                         | Майк Мюррей (1 эпизод)              |
| 1970        | с  | Суть дела                                     | The Name of the Game                          | Салазар (1 эпизод)                  |
| 1973        | ф  | Змей                                          | Le serpent                                    | допрашивающий на полиграфе          |
| 1973        | с  | Критическое положение!                        | Emergency!                                    | Рэймонд Бойд (1 эпизод)             |
| 1974        | с  | Завоюй любовь Кристи                          | Get Christie Love!                            | Рико Сезари (1 эпизод)              |
| 1974        | с  | Рода                                          | Rhoda                                         | Пол Герард (2 эпизода)              |
| 1975        | ф  | Граф Калиостро                                | Cagliostro                                    | Папа Клемент XIII                   |
| 1975        | тф | Последние часы перед утром                    | Last Hours Before Morning                     | Тео «Счастливчик» Инглиш            |
| 1975        | ф  | Дом дьявола                                   | The House of Exorcism                         | отец Майкл                          |
| 1975        | с  | Человек-невидимка                             | The Invisible Man                             | Джеймс «Джим» Филдер (1 эпизод)     |
| 1975        | с  | Коджак                                        | Kojak                                         | Эдриан Маршалл (1 эпизод)           |
| 1975 — 1978 | с  | Полицейская история                           | Police Story                                  | разные роли (2 эпизода)             |
| 1975—1980   | с  | Чёртова служба в госпитале Мэш                | M*A*S*H                                       | доктор Энтони Борелли (2 эпизода)   |
| 1976        | ф  | Горькая и сладкая любовь                      | Bittersweet Love                              | Бен Питерсон                        |
| 1976        | ф  | Прямо сейчас                                  | I Will... I Will... For Now                   | доктор Магнус                       |
| 1976        | ф  | Вон Тон Тон — собака, которая спасла Голливуд | Won Ton Ton: The Dog Who Saved Hollywood      | Ричард Энтвисл                      |
| 1976        | ф  | Рождество в доме свиданий                     | Natale in casa d'appuntamento                 |                                     |
| 1976        | с  | Эллери Куин                                   | Ellery Queen                                  | Фрэнк Энтони (1 эпизод)             |
| 1977— 1983  | с  | Медэксперт Куинси                             | Quincy M.E.                                   | разные роли (3 эпизода)             |
| 1977        | с  | Шоу Тони Рэндолла                             | The Tony Randall Show                         | (1 эпизод)                          |
| 1977        | с  | Банда Фэзер и отца                            | The Feather and Father Gang                   | Сид (1 эпизод)                      |
| 1977        | с  | Братья Харди и Нэнси Дрю                      | The Hardy Boys/Nancy Drew Mysteries           | Роберт Джордан (1 эпизод)           |
| 1977        | с  | Филлис                                        | Phyllis                                       | Бадди Десмонд (1 эпизод)            |
| 1978        | ф  | Каждая девушка имеет свой шанс                | Every Girl Should Have One                    | Адам Беккер                         |
| 1978        | тф | Идеальный джентльмен                          | Perfect Gentlemen                             | Эд Мартин                           |
| 1978        | ф  | Налёт                                         | The Squeeze                                   | капитан Донати                      |
| 1978        | тф | Слава                                         | Fame                                          | консьерж                            |
| 1978        | ф  | Он должен быть у каждой девушки               | Every Girl Should Have One                    | Адам Беккер                         |
| 1978        | тф | Каменная радуга                               | The Rock Rainbow                              | Мэлойн                              |
| 1978        | с  | Досье детектива Рокфорда                      | The Rockford Files                            | Сай Маргулис (1 эпизод)             |
| 1978        | с  | Чудо-женщина                                  | Wonder Woman                                  | Харкурт (1 эпизод)                  |
| 1978        | с  | Удивительный Человек-паук                     | The Amazing Spider-Man                        | мистер Уайт (2 эпизода)             |
| 1978        | с  | Остров фантазий                               | Fantasy Island                                | Марк Дюпре (1 эпизод)               |
| 1978— 1979  | с  | Невероятный Халк                              | The Incredible Hulk                           | разные роли (2 эпизода)             |
| 1978        | с  | Величайшие герои Библии                       | Greatest Heroes of the Bible                  | визирь (2 эпизода)                  |
| 1978        | с  | Меч правосудия                                | Sword of Justice                              | Элиот Страуд (1 эпизод)             |
| 1978        | с  | Дедушка едет в Вашингтон                      | Grandpa Goes to Washington                    | Талбот (1 эпизод)                   |
| 1979        | тф | Но мама!                                      | But Mother!                                   | Пол Фитцпатрик                      |
| 1979        | с  | Факты из жизни                                | The Facts of Life                             | Роберт Гарретт (1 эпизод)           |
| 1979        | с  | Суперпоезд                                    | Supertrain                                    | доктор Дэн Льюис (9 эпизодов)       |
| 1979        | с  | Лаверна и Ширли                               | Laverne & Shirley                             | Монро Харрисон (1 эпизод)           |
| 1980        | тф | Люси переходит на NBC                         | Lucy Moves to NBC                             | мистер Лудер                        |
| 1980        | с  | Тенспид и Коричневый ботинок                  | Tenspeed and Brown Shoe                       | Роджерс Диллингем (1 эпизод)        |
| 1980        | с  | Белая тень                                    | The White Shadow                              | Боб Бёрдсли (1 эпизод)              |
| 1980        | с  | Дюки из Хаззарда                              | The Dukes of Hazzard                          | Си Джей Холмс (1 эпизод)            |
| 1980        | с  | За пределами Мира Дикого Запада               | Beyond Westworld                              | генерал Эрик Харпер (1 эпизод)      |
| 1981        | с  | Лодка любви                                   | The Love Boat                                 | доктор Фрэнк Леонхардт (1 эпизод)   |
| 1981        | с  | Красный код                                   | Code Red                                      | доктор Герольд Брукс (1 эпизод)     |
| 1981 —1982  | с  | Дни нашей жизни                               | Days of Our Lives                             | доктор Стюарт Уайленд (77 эпизодов) |
| 1982        | с  | Рядовой Бенджамин                             | Private Benjamin                              | Клайндинст (1 эпизод)               |
| 1982        | с  | Охотник Джон                                  | Trapper John, M.D.                            | Деррик Питерс-старший (1 эпизод)    |
| 1983        | с  | Мэтт Хьюстон                                  | Matt Houston                                  | доктор Айвар Мардосян (1 эпизод)    |
| 1983        | с  | У Аманды                                      | Amanda's                                      | мистер Гордон (1 эпизод)            |